# 2022年亞洲運動會網球比賽
2022年亚洲运动会网球比赛是第十九届亚洲运动会的比赛项目之一，由于2019冠状病毒病疫情影响，比赛推迟到2023年9月24日至9月30日在中国浙江省杭州奥体博览城网球中心举行。
比赛共产生5枚金牌，包括男女单打、男女双打和混合双打5个项目。根据2024年夏季奥林匹克运动会网球比赛资格获取标准，本届亚运会的男子单打和女子单打金牌获得者，且在2024年7月10日前世界排名在前400名以内可以获得巴黎奥运会参赛名额。

## 赛程
以下是网球项目的赛程安排：
| 日期→项目↓ | 2023年9月     | 2023年9月     | 2023年9月  | 2023年9月    | 2023年9月    | 2023年9月    | 2023年9月  | 2023年9月  |
| 日期→项目↓ | 24日（日）    | 25日（一）    | 26日（二） | 26日（二）   | 27日（三）   | 28日（四）   | 29日（五） | 30日（六） |
| ---------- | ------------- | ------------- | ---------- | ------------ | ------------ | ------------ | ---------- | ---------- |
| 男子单打   | 第一轮 第二轮 | 第二轮        | 第三轮     | 第三轮       | 四分之一决赛 | 半决赛       |            | 决赛       |
| 男子双打   | 第一轮        | 第二轮        | 第三轮     | 第三轮       | 四分之一决赛 | 半决赛       | 决赛       |            |
| 女子单打   | 第一轮 第二轮 | 第二轮 第三轮 | 第三轮     | 四分之一决赛 | 四分之一决赛 | 半决赛       | 决赛       |            |
| 女子双打   |               | 第一轮        | 第二轮     | 第二轮       | 四分之一决赛 | 半决赛       |            | 决赛       |
| 混合双打   | 第一轮        | 第二轮        | 第二轮     | 第二轮       | 第三轮       | 四分之一决赛 | 半决赛     | 决赛       |

## 参赛代表团
共有来自22个代表团的149名运动员获得网球项目参赛资格：
- 中国（8）
- 中国香港（6）
- 印度尼西亚（10）
- 印度（9）
- 伊朗（2）
- 日本（8）
- （8）
- 韩国（12）
- 沙特阿拉伯（2）
- 科威特（3）
- 中国澳门（6）
- 蒙古（11）
- 尼泊尔（6）
- 巴基斯坦（4）
- 菲律宾（3）
- （9）
- 泰国（12）
- （5）
- 东帝汶（2）
- 中华台北（11）
- （8）
- 越南（4）

## 奖牌榜
*   主办国家/地区（中国）
| 排名                     | 国家 / 地区              | 金牌 | 銀牌 | 銅牌 | 总计 |
| ------------------------ | ------------------------ | ---- | ---- | ---- | ---- |
| 1                        | 中华台北                 | 2    | 2    | 1    | 5    |
| 2                        | 中国*                    | 2    | 1    | 0    | 3    |
| 3                        | 印度                     | 1    | 1    | 0    | 2    |
| 4                        | 日本                     | 0    | 1    | 1    | 2    |
| 5                        | 韩国                     | 0    | 0    | 3    | 3    |
| 6                        | 菲律宾                   | 0    | 0    | 2    | 2    |
| 7                        | 印度尼西亚               | 0    | 0    | 1    | 1    |
| 7                        | 泰国                     | 0    | 0    | 1    | 1    |
| 7                        |                          | 0    | 0    | 1    | 1    |
| 总计（共9个国家 / 地区） | 总计（共9个国家 / 地区） | 5    | 5    | 10   | 20   |

## 奖牌得主
| 项目     | 金牌                                       | 银牌                                            | 铜牌                                                  |
| 男子单打 | 张之臻 · 中国（CHN）                       | 綿貫陽介 · 日本（JPN）                          | 胡莫云·苏丹诺夫 · （UZB）                             |
| 男子单打 | 张之臻 · 中国（CHN）                       | 綿貫陽介 · 日本（JPN）                          | 洪性贊 · 韩国（KOR）                                  |
| 女子单打 | 郑钦文 · 中国（CHN）                       | 朱琳 · 中国（CHN）                              | 亚历克莎·埃亚拉 · 菲律宾（PHI）                       |
| 女子单打 | 郑钦文 · 中国（CHN）                       | 朱琳 · 中国（CHN）                              | 加治遥 · 日本（JPN）                                  |
| 男子双打 | 中华台北（TPE） · 许育修 · 庄吉生          | 印度（IND） · 沙奇斯·米内尼 · 拉古马尔·拉马纳坦 | 韩国（KOR） · 洪性贊 · 权纯雨                         |
| 男子双打 | 中华台北（TPE） · 许育修 · 庄吉生          | 印度（IND） · 沙奇斯·米内尼 · 拉古马尔·拉马纳坦 | 泰国（THA） · Pruchya Isaro · 马克西姆斯·琼斯         |
| 女子双打 | 中华台北（TPE） · 詹詠然 · 詹皓晴          | 中华台北（TPE） · 梁恩碩 · 李亞軒               | 韩国（KOR） · 白多娟 · 郑宝映                         |
| 女子双打 | 中华台北（TPE） · 詹詠然 · 詹皓晴          | 中华台北（TPE） · 梁恩碩 · 李亞軒               | 印度尼西亚（INA） · 阿尔迪拉·苏提亚迪 · 贾尼丝        |
| 混合双打 | 印度（IND） · 罗翰·波柏纳 · Rutuja Bhosale | 中华台北（TPE） · 梁恩碩 · 黃琮豪               | 中华台北（TPE） · 詹皓晴 · 許育修                     |
| 混合双打 | 印度（IND） · 罗翰·波柏纳 · Rutuja Bhosale | 中华台北（TPE） · 梁恩碩 · 黃琮豪               | 菲律宾（PHI） · 亚历克莎·埃亚拉 · 弗朗西斯·阿尔坎塔拉 |